# First Lego League
FIRST Lego League eller FLL är en tävling där barn mellan 10 och 16 år bygger och tävlar med LEGO Mindstorms-robotar. Tävlingen har flera moment: teknik, innovation och marknadsföring. Många lag formas på skolor, men vem som helst kan forma ett lag. Tävlingen har ett nytt tema varje år, där uppdraget släpps i september. I november hålls regionfinaler runt om i Skandianvien och i december hålls Skandinavien-finalen.

## Utförande
När en skola har anmälts till FIRST Lego League skickas en byggsats till en robot och en bana för roboten till skolan. När banan har satts ihop byggs roboten och programmeras på en dator av ett lag. Laget ska samtidigt skriva en dagbok och lösa det teoretiska uppdraget. När tävlingen genomförs ska laget presentera sin lösning för domarna, visa dagboken och köra roboten på en bana. Dock kan en robot som har fungerat bra när den har byggts misslyckas, p.g.a ljusförhållande eller ojämnheter på banan. Det finns inget facit i FIRST Lego League. Lagen kan arbeta fritt, använda sin uppfinningsrikedom och kreativitet och själv välja hur mycket tid och arbete de skall lägga i projektet. Lagen får 8 veckor på sig att skapa och fördigställa projektet. 13 november möts alla lag i hela Skandinavien i sina lokala FLL-turneringar för att tävla om de bästa lösningarna.

## Lista över teman
Tävlingens tema styr hur robotuppdraget ser ut, vilka innovationer lagen jobbar med och hur de marknadsför sig. FLL-teman genom åren:
- SOS Sydpolen (2000) (första året med FLL i Skandinavien – ej samma tema som i den internationella tävlingen)
- Nordpolen smälter (2001)
- City Sights (2002)
- Mission Mars (2003)
- No Limits (2004)
- Ocean Odyssey (2005)
- Nano Quest (2006)
- Power Puzzle (2007)
- Climate Connections (2008)
- Smart Move (2009)
- Body Forward (2010)
- Food Factor (2011)
- Senior Solutions (2012)
- Nature's Fury (2013)
- World Class - Learning Unleashed (2014)
- Trash Trek (2015)
- Animal Allies (2016)
- Hydro Dynamics (2017)
- In To Orbit (2018)
- Boomtown Build (2019)
- City Shaper (2020)
- Playmakers (2021)
- Cargo Connect (2022)
- SuperPowered (2023)
- Masterpiece (2024)